# Maltace
Maltace, Malthace o Malthake (en griego: Μαλθάκη) fue una mujer samaritana que vivió en la segunda mitad del siglo I a. C.. Fue una de las esposas de Herodes el Grande y madre de Herodes Antipas, Herodes Arquelao, Herodes Lisanias y Olimpia. Murió en el 4 a. C. en Roma, mientras que sus hijos Herodes Arquelao y Herodes Antipas disputaban la herencia de su padre ante el emperador Augusto.

## Vida
Maltace procedía de Samaria. Su matrimonio con Herodes el Grande fue alrededor del 27 a. C.; es asombroso por el desprecio de los judíos hacia los samaritanos. Tal vez su matrimonio con Maltace fue un paso dado por Herodes como vehículo para unir más a la región de Samaria con su persona. Dado que Herodes concede gran importancia a los valores distintivos de las damas elegidas en sus matrimonios, Maltace probablemente provenía de una de las familias más distinguidas del país y, más allá de eso, tendría cualidades personales desconocidas para nosotros.
El primer hijo de Maltace, Herodes Arquelao, nació alrededor del 23 a. C. El segundo hijo, Herodes Antipas, nació alrededor del año 20 a. C. Herodes Lisanias, nació alrededor del año 15 a. C. y la hija, Olimpia, alrededor del 14 a. C. Sus hijos varones fueron educados en Roma.
De los informes del historiador judío Flavio Josefo sobre las numerosas intrigas en la corte real de Herodes, se demuestra que Maltace y sus hijos se mantuvieron alejados de estos peligrosos juegos de poder, de modo que Maltace sobrevivió personalmente a todas las complicaciones y finalmente sus hijos, después de que todos los demás competidores fueron ejecutados o desheredados para el trono, probablemente también para su propia sorpresa, se convirtieron en los principales sucesores del rey (muerto en 4 a. C.).

## Muerte
Maltace, que tendría alrededor de cuarenta años cuando murió el rey Herodes, acompañó a sus hijos, que deseaban confirmar sus derechos hereditarios con el emperador Augusto, a Roma. Ella murió allí poco después, en el mismo 4 a. C. antes de que su hijo, Herodes Arquelao, fuera nombrado por Augusto etnarca de Judea, Samaria e Idumea y su otro hijo, Herodes Antipas, tetrarca de Galilea y Perea.